# Antarchaea leda
Antarchaea leda är en fjärilsart som beskrevs av Herrich-Schäffer 1845. Antarchaea leda ingår i släktet Antarchaea och familjen nattflyn. Inga underarter finns listade i Catalogue of Life.